# Calidad de datos
Calidad de datos se refiere a los procesos, técnicas, algoritmos y operaciones encaminados a mejorar la calidad de los datos existentes en empresas y organismos. Hay varias definiciones de calidad en datos pero la más común es que sirven su propósito. Limpieza de datos tal vez se requiere para asegurar la calidad de dichos datos.

## Beneficios
Los principales beneficios de la calidad de datos son:
- Ahorrar costes directos: evitando tener información duplicada y por lo tanto evitar el envío replicado de cartas a un mismo cliente.
- Potenciar las acciones de marketing y la gestión: la normalización de archivos mejora el análisis de datos y permite segmentaciones precisas para que sus acciones de mercadotecnia y su gestión ganen en precisión y eficacia.
- Optimizar la captación y la fidelización de clientes: con los datos correctos, se mejoran los ratios de respuestas y el cliente se siente plenamente identificado con la empresa.
- Mejorar la imagen corporativa: el cliente sólo recibe el envío que le corresponde, una sola vez y con sus datos correctos.
- Mejorar el servicio: identificación más rápidamente del cliente que llama a un Call Center, reduciendo los tiempos de espera y, dejando tiempo al operador para centrarse en el mensaje de negocio.
- Impacto positivo para el negocio.
- Rapidez en los procesos.
- Confiabilidad para los consumidores de datos.
- Reducción de costos en la generación de indicadores de gestión.

## Garantía de calidad de datos
La garantía de calidad de datos es el proceso de la evaluación de datos por perfil para descubrir incoherencias y otras anomalías en los datos y además desempeñar actividades de limpieza de datos (por ejemplo, excluyendo del análisis a los valores atípicos) para mejorar la calidad de los datos.
Dichas actividades se puede hacer como una parte del almacén de datos o como parte de la administración de bases de datos de una pieza existente de la aplicación informática.